# Post (Album)
Post ist das dritte Soloalbum der isländischen Sängerin und Songschreiberin Björk, das am 13. Juni 1995 erschien. Es ist das zweite Studioalbum, das nach der Trennung Björks von den Sugarcubes erschien.

## Hintergrund
Post wurde zwischen Ende 1994 und April 1995 auf den Bahamas und in London aufgenommen. Im Album wird vor allem der typische Stil der Soundtechnik des vorangegangenen Albums Debut (1993) aufgegriffen, das bereits großen Erfolg verzeichnete. In den Songs des experimentellen Albums wird Pop mit Elementen aus Genres wie Techno, House, Dance, IDM, Industrial, Ambient oder Trip Hop, aber auch orchestralen und Jazz-Klängen verbunden.
Als Kontrast zum ansonsten hauptsächlich elektronisch gefärbten Sound des Albums Post wurde eine Coverversion von Blow a Fuse eingespielt, was auf Björks Faible für das alte Hollywood-Liedgenre zurückzuführen ist. Auf Post wurde der Titel in It’s Oh So Quiet verändert. Der Text stammt von Bert Reisfeld, der ihn wiederum aus dem Deutschen von Hans Lang übertrug. Die US-amerikanische Sängerin Betty Hutton coverte den Song in diesem Rahmen vom deutsch-österreichischen Sänger Horst Winter.
Post wurde unter Mitarbeit von Nellee Hooper, Tricky, Graham Massey von 808 State und Electronica-Produzent Howie B erstellt. Mit dem Erfolg des Albums Post konnte sich Björk auch international als eigenständige Künstlerin beweisen.

## Titelliste
Bis auf die gekennzeichneten Ausnahmen stammen alle Songs aus der Feder von Björk Guðmundsdóttir.
1. Army of Me (Björk, Graham Massey) – 3:54
2. Hyper-Ballad – 5:21
3. The Modern Things (Björk, Massey) – 4:10
4. It’s Oh So Quiet (Bert Reisfeld, Hans Lang) – 3:38
5. Enjoy (Björk, Adrian Nicholas Matthews Thaws) – 3:56
6. You’ve Been Flirting Again – 2:29
7. Isobel (Björk, Marius de Vries, Nellee Hooper, Sigurjón Birgir Sigurðsson) – 5:47
8. Possibly Maybe – 4:52/5:06 a
9. I Miss You (Björk, Howard Bernstein) – 4:03
10. Cover Me – 2:06
11. Headphones (Björk, Thaws) – 5:40
Bonustrack (Japan)
12. I Go Humble – 4:45
Bonustracks (Australien/Asien)
1. Sweet Intuition (Björk, Ken Downie, Ed Handley, Andy Turner) – 4:43
2. Venus as a Boy (Harpsichord Version) – 2:13
3. Hyperballad (Brodsky Quartet Version) – 4:20
4. Charlene (Björk, Ken Downie, Ed Handley, Andy Turner) – 4:44

## Rezeption
Das Album wurde positiv rezensiert. Das Magazin Rolling Stone wählte Post 2003 auf Platz 373, 2012 auf Platz 376 und 2020 auf Platz 289 der 500 besten Alben aller Zeiten. Es belegt zudem Platz 81 der 100 besten Alben der 1990er Jahre.
In der Auswahl der 100 besten Alben des Jahrzehnts von Pitchfork erreichte es Platz 20.
Die Zeitschrift Spin führt es auf Platz 7 der 90 besten Alben der 1990er Jahre sowie auf Platz 69 der 300 besten Alben aus dem Zeitraum 1985 bis 2014.

„Björk verbindet via Dancefloor die musikalische Neuzeit mit der Ära des amerikanischen Big Band-Jazz, schlägt mit dem Mut der Eigensinnigen die Brücke zwischen Popkultur und ernstzunehmender Kunst.[...] Björk, diese 29jährige Verbindung von Femme fatale und ewigem Kind, fügt zusammen, was nicht zusammen gehört, bedient sich im Wunderland der Klänge wie ein Vorschulkind in Spielzeugladen. Und genau diese hinreißende Hemmungslosigkeit macht Björks Faszination aus.“

Musikexpress kürte Post zum Album des Jahres 1995.

## Kommerzieller Erfolg

### Chartplatzierungen
| ChartsChartplatzierungen       | Höchstplatzierung | Wochen |
| ------------------------------ | ----------------- | ------ |
| Deutschland (GfK)              | 6 (21 Wo.)        | 21     |
| Österreich (Ö3)                | 13 (16 Wo.)       | 16     |
| Schweiz (IFPI)                 | 5 (13 Wo.)        | 13     |
| Vereinigte Staaten (Billboard) | 32 (20 Wo.)       | 20     |
| Vereinigtes Königreich (OCC)   | 2 (46 Wo.)        | 46     |

| ChartsJahrescharts (1995)    | Platzierung |
| ---------------------------- | ----------- |
| Deutschland (GfK)            | 43          |
| Österreich (Ö3)              | 43          |
| Schweiz (IFPI)               | 50          |
| Vereinigtes Königreich (OCC) | 36          |

| ChartsJahrescharts (1996)    | Platzierung |
| ---------------------------- | ----------- |
| Vereinigtes Königreich (OCC) | 95          |

### Auszeichnungen für Musikverkäufe
| Land/Region                  | Auszeichnungen für Musikverkäufe (Land/Region, Auszeichnung, Verkäufe) | Verkäufe  |
| ---------------------------- | ---------------------------------------------------------------------- | --------- |
| Australien (ARIA)            | Platin                                                                 | 70.000    |
| Belgien (BRMA)               | Gold                                                                   | (25.000)  |
| Europa (IFPI)                | Platin                                                                 | 1.000.000 |
| Japan (RIAJ)                 | Gold                                                                   | 100.000   |
| Kanada (MC)                  | Platin                                                                 | 100.000   |
| Neuseeland (RMNZ)            | Gold                                                                   | 7.500     |
| Schweden (IFPI)              | Gold                                                                   | (50.000)  |
| Vereinigte Staaten (RIAA)    | Platin                                                                 | 1.000.000 |
| Vereinigtes Königreich (BPI) | Platin                                                                 | (300.000) |
| Insgesamt                    | 4× Gold · 5× Platin ·                                                  | 2.277.500 |

## Trivia
- Für das Album Post wurden zahlreiche Aufnahmen der Songs erstellt, unter anderem auch von I Go Humble, das später als B-Seite und als Bonustrack herausgebracht wurde.
- Cover Me wurde als Originalaufnahme in einer von Fledermäusen bewohnten Höhle in Nassau mit einem Diktaphon aufgenommen. Diese Aufnahme wurde dann aber verworfen, zugunsten einer Studioaufnahme.